# NGC 520
NGC 520は、衝突した一対の銀河である。うお座の方角に約9000万光年離れた位置にある。H II核を持つ。1784年12月13日にジョン・ハーシェルによって発見された。

## ギャラリー

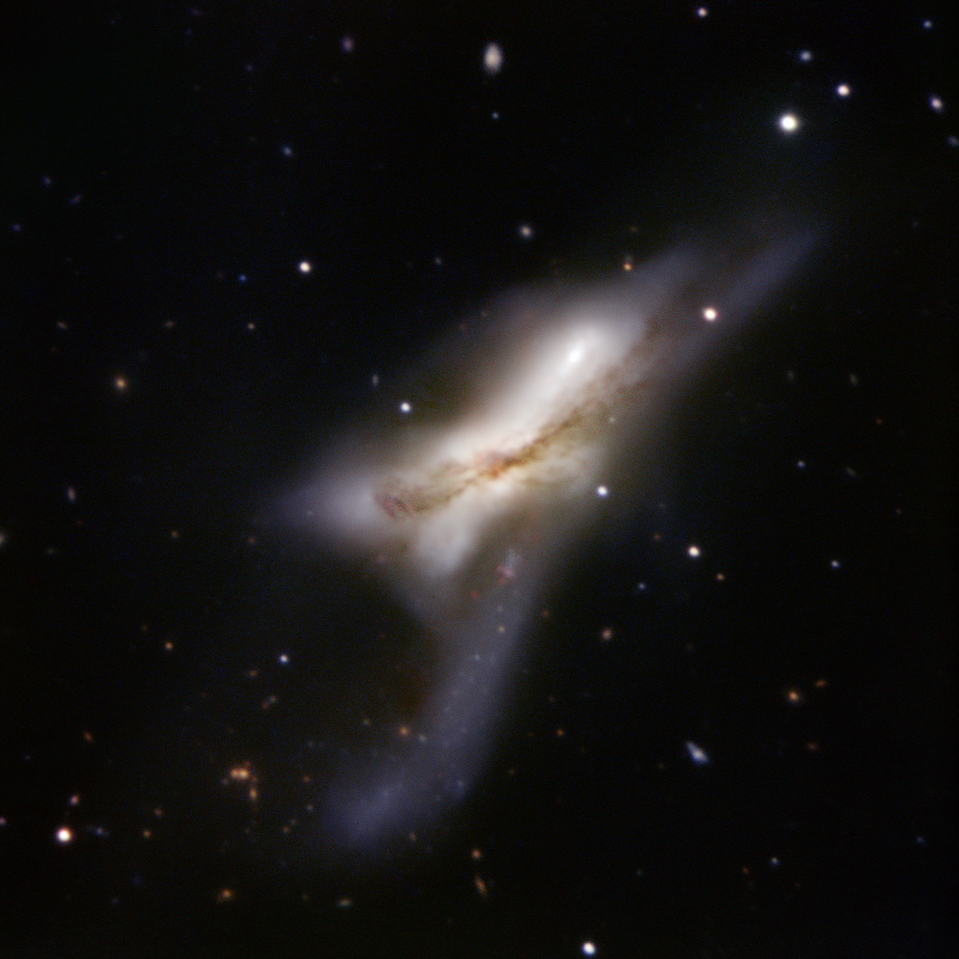
ラ・シヤ天文台の口径3.6m望遠鏡
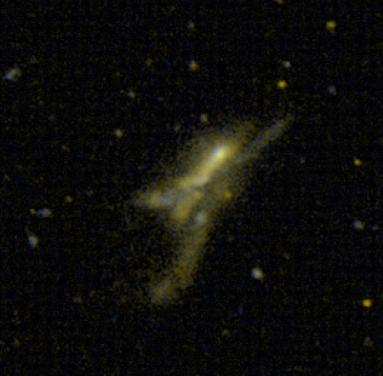
GALEX (紫外線)
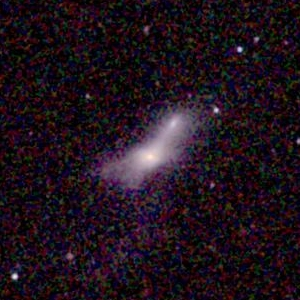
2MASS (近赤外線)